# Røverens Brud
Røverens Brud er en stumfilm fra 1907 produceret af Nordisk Films Kompagni instrueret af Viggo Larsen efter manuskript af Arnold Richard Nielsen.

## Handling
Røveren Jim er forelsket i høvdingens brud Clara, som hårdt og kontant afviser hans mange tilnærmelser. Som hævn stikker han hele røverbanden til politiet, der omgående fængsler høvdingen og hans slæng. Clara dræber den svigefulde Jim og sætter sig for at befri sin kæreste fra fængslet.

## Medvirkende
- Robert Storm Petersen som Røverhøvdingen
- Clara Nebelong som Røverhøvdingens kone
- Oda Alstrup
- Viggo Larsen